# Windows Vista
Windows Vista (енгл. Windows Vista) је оперативни систем који је развио Мајкрософт за употребу на личним рачунарима. Радно име овог оперативног система током развоја било је „Windows longhorn“. Оперативни систем се појавио на тржишту почетком 2007. године.

## Развој
Кодно име Лонгхорн је било познато још 2001. године, када су објављене прве информације о новом оперативном систему из Windows фамилије. У почетку је било планирано да се овај оперативни систем појави крајем 2003. године. Међутим, убрзо после тога, софтверски тим је затражио да се време развоја повећа на неодређено време, јер је дошло до извесних промена у развоју и додавању нових функција и модула.
Дана 22. јула 2005. године, компанија Мајкрософт званично је објавила коначно име овог оперативног система.

## Верзије
Компанија Мајкрософт је 26. фебруара 2006. године објавила да ће се на тржишту појавити чак шест верзија овог оперативног система. Такође је објављено и то да ће све верзије бити доступне како за процесоре са тридесетдвобитном архитектуром, тако и за процесоре са шездесетчетворобитном архитектуром. Верзије дотичног оперативног система су:
- Windows виста за почетнике (енгл. Starter)
- Windows виста, основно кућно издање
- Windows виста, појачано кућно издање
- Windows виста, пословно издање
- Windows виста, предузетничко издање
- Windows виста, најјаче издање

Поред ових верзија, биће доступне и верзије посебно намењене европском тржишту: основно кућно издање „Н“ и пословно издање „Н“. Ове верзије ће се продавати без уграђеног софтвера за репродукцију мултимедијалног садржаја Windows медија плејер, услед санкција Европске уније против компаније Мајкрософт због кршења антимонополских закона.
За разлику од ранијих верзија оперативних система Windows према најави произвођача, почев од ове верзије, сви оперативни системи биће дељени у верзије прилагођене различитим профилима корисника.

## Нове могућности
По наводима компаније Мајкрософт, произвођача овог оперативног система, овај оперативни систем ће имати преко хиљаду унапређења и нових могућности, што би требало да чини највећи помак од када се Windows 95 појавио на тржишту, пре више од 10 година.
- Ново графичко окружење: Windows виста има потпуно нови графички интерфејс, по имену „Аеро“. Нови интерфејс је, према најави произвођача, далеко прегледнији и има бољи визуелни доживљај од графичких интерфејса у ранијим верзијама Windows-а.
- Нове сигурносне технологије: Пошто ранијим верзијама Windows-а сигурност није била јача страна, Windows виста, према најавама произвођача, поседује далеко већи број заштитних механизама и сигурносних технологија. Нове мере заштите обезбеђују већу приватност и сигурност података док је рачунар, рецимо, повезан са Интернетом или док размењује датотеке преко локалне мреже. Такође, ту су и нове мере заштите када су у питању кориснички налози, које ће бити и те како корисне на рачунарима које користи више корисника.
- Windows сајдбар (енгл. Windows SideBar): нови панел на десној страни радне површине који ће омогућити кориснику да додаје разне функције оперативном систему, како би радно окружење Windows Visteприлагодио својим специфичним потребама. На пример, у Windows сајдбар можете додати сат, прегледати мултимедијалне садржаје, па чак и читати временску прогнозу или најновије вести.
- Подршка за гласовно задавање команди: почев од овог оперативног система, корисници ће да путем гласовних команди моћи да извршавају најразличитије операције у готово свим софтверима које буду покретали, користећи софтвер Windows препознавање говора.
- Подршка за мониторе осетљиве на додир: корисници који поседују мониторе осетљиве на додир ће моћи да користе свој монитор уместо неког другог уређаја (најчешће тастатуре или миша) за управљање рачунаром.
- Нови Интернет експлорер: Програм за прегледање садржаја Интернета, Интернет експлорер, који фабрички долази уз све Windows, такође је претрпео велики низ промена. Сада је овај софтвер далеко сигурнији, јер има побољшане механизме за одбрану од вируса и хакерских упада, као и нове мере заштите од крађе осетљивих података. Нови Интернет експлорер носи ознаку 7.0.
- Нови Windows медија плејер: нова верзија софтвера за репродукцију мултимедијалног садржаја који фабрички долази уз све новије верзије Windows-а такође је побољшана. Има нови графички интерфејс, нове могућности за размену мултимедијалног садржаја, као и нове функције за организацију мултимедијалног садржаја на рачунару.
- Суперфеч технологија (енгл. SuperFetch): односи се на нови начин управљања системском меморијом. Технологија је заснована на технологији учитавања унапред, из Windows-а XP, али је унапређена. Систем ће надгледати које софтвере најчешће користи корисник и њих константно држати учитане у меморији. Тако ће се постићи брже покретање чешће коришћених софтвера. Ова технологија може да збуни средње искусног корисника, јер ће у Таск менаџеру све време приказивати да је цела системска меморија заузета.
- Windows РедиБуст (енгл. Windows ReadyBoost): помоћу ове технологије ћете моћи врло ефикасно да проширите расположиву системску меморију, без отварања самог рачунара. Тиме се добија убрзање рада самог оперативног система. То се постиже тако што у свој USB порт утакнете било који флеш диск, а затим конфигуришете подешавања. При томе утакнути флеш диск постаје место за складиштење привремених меморијских података. То врло ефикасно убрзава рад система, јер престаје потреба за уписивањем података на тврди диск, а флеш дискови бржи од тврди дискова. Такође, ова технологија има задатак да форсира уписивање меморијских података директно у меморију, без претходног привременог складиштења на тврди диск. Из сигурносних разлога, сви подаци уписани на флеш диск ће бити аутоматски енкриптовани, тако да ће бити потпуно заштићени од неовлашћених измена, које би могле да доведу до озбиљних оштећења системских модула.
- Шедоу Копи (енгл. Shadow Copy): је технологија која је уведена у Windows сервер 2003 серверском оперативном систему. Она омогућава да се врате избрисане или измењене датотеке на неки од ранијих тренутака у времену. Подешава се на нивоу директоријума или датотека, а ради тако што сама Виста у задатим тренуцима прави резервне копије датотека на диску. Ранијим верзијама се приступа преко посебне картице „Претходне верзије“ у својствима датотеке/директоријума.

Поред наведених измена, у самом оперативном систему постоји још много других измена и допуна.